# Rakuten TV
Rakuten TV è un servizio di streaming di video on demand (VOD), che offre film e serie TV in abbonamento, noleggio e acquisto.
La società ha sede a Barcellona e attualmente opera in dodici paesi in tutta Europa; Spagna, Regno Unito, Francia, Germania, Italia, Finlandia, Austria, Irlanda, Belgio, Paesi Bassi, Lussemburgo, Portogallo e Svizzera.

## Storia
Nel 2010 il servizio è stato lanciato in Spagna come Wuaki.tv. Nel giugno del 2012 Rakuten, la terza società di e-commerce più grande del mondo, ha acquisito la piattaforma.
Nel luglio 2017 Wuaki.tv ha cambiato nome in Rakuten TV. Nel giugno 2018 Rakuten ha rilevato la base utenti da TalkTalk TV Store (precedentemente Blinkbox) inclusa la migrazione dei titoli acquistati dagli utenti.
Nel 2019 è nato il servizio on demand Rakuten Sport, attraverso il quale è possibile vedere i match della J1 League giapponese all'estero, così come eventi sportivi non solo calcistici quali il basket e la Coppa Davis.

## Catalogo
Il catalogo di Rakuten TV include contenuti di studi di tutto il mondo tra cui Warner Bros., The Walt Disney Studios e Sony Pictures, distributori locali ed etichette indipendenti, essendo il servizio più piccolo e meno conosciuto tra i suoi concorrenti.

## Specifiche tecniche
I contenuti di Rakuten TV possono essere trasmessi in streaming sulla maggior parte dei dispositivi, offrendo un servizio simile a Netflix e altri servizi di streaming, oltre a una selezione di canali lineari, simili a Pluto TV.